# Antea (satèl·lit)
Antea, també conegut com a Saturn XLIX (designació provisional S/2007 S 4), és una lluna molt petita de Saturn, una de les tres alciònides, situada entre les òrbites de Mimes i Encèlad. El seu nom, que significa florida, fa referència a una de les alciònides, filles d'Alcioneu. És la 60a lluna confirmada de Saturn.
Va ser descobert pel Cassini Imaging Team en les imatges preses el 30 de maig de 2007. Després del descobriment, una recerca realitzada per l'equip entre imatges antigues va revelar aquest petit satèl·lit entre les recollides el juny de 2004. Es va anunciar per primera vegada el 18 de juliol de 2007.
Antea està visiblement afectada per una ressonància de longitud mitjana molt més gran que Mimas. Això provoca que la seva òrbita variï al semieix major uns 20 km respecte a la que seguiria sense pertorbacions en un termini de 2 anys. L'estreta proximitat a les òrbites de Pal·lene i Metone i el fet que tinguin elements orbitals similars suggereix que aquestes llunes puguin formar una família dinàmica.